# Адміністративний поділ Бельгії

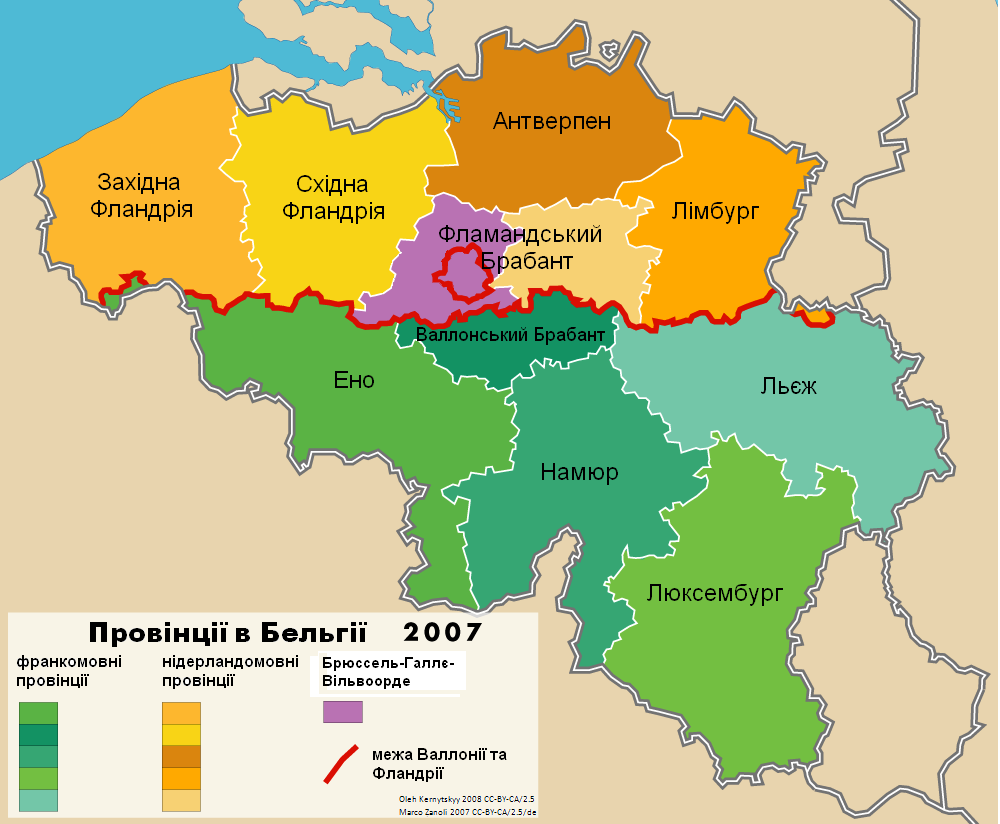
Бельгійські провінції

Бельгія є федеральною державою і складається з трьох мовних громад і трьох регіонів. Два регіони (Фландрія і Валлонія) діляться кожен на п'ять провінцій, третій регіон — Брюссельський столичний округ — не ділиться на провінції.
Провінції у свою чергу діляться на комуни, яких налічується 589.

## Мовні громади

Мовні громади Бельгії:
Фламандська громада (жовте)
Французька громада (червоне)
Двомовна столиця Брюссель (жовто — червона смужка)
Німецькомовна громада (синє)

Незалежно (хоча й дуже близько по кордонах до регіонів) Бельгія ділиться на три мовні громади:
- Фламандська громада;
- Французька громада;
- Німецькомовна громада.

Брюссель належить і до фламандської, і до французької.
| Мовні громади       | Фламандська громада    | Французька громада                                         | Німецькомовна громада                                       |
| Нідерландська назва | Vlaamse Gemeenschap    | Franse Gemeenschap                                         | Duitstalige Gemeenschap                                     |
| Французька назва    | Communauté flamande    | Communauté française                                       | Communauté germanophone                                     |
| Німецька назва      | Flämische Gemeinschaft | Französische Gemeinschaft                                  | Deutschsprachige Gemeinschaft                               |
| Розташування        |                        |                                                            |                                                             |
| Прапор              |                        |                                                            |                                                             |
| Столиця             | Брюссель               | Брюссель                                                   | Ейпен                                                       |
| Міністр-Президент   | Кріс Петерс            | Рюді Демотт                                                | Карл-Хайнц Ламбертц                                         |
| Вебсайт             | www.flanders.be        | www.cfwb.be [Архівовано 6 березня 2012 у Wayback Machine.] | www.dglive.be [Архівовано 13 січня 2015 у Wayback Machine.] |

## Регіони
| Регіон                     | Фламандський регіон                                                     | Валлонський регіон                            | Брюссельський столичний регіон |
| Нідерландська назва        | Vlaams Gewest                                                           | Waals Gewest                                  | Brussels Hoofdstedelijk Gewest |
| Французька назва           | Région flamande                                                         | Région wallonne                               | Région de Bruxelles-Capitale   |
| Німецька назва             | Flämische Region                                                        | Wallonische Region                            | Region Brüssel-Hauptstad       |
| Розташування               |                                                                         |                                               |                                |
| Прапор                     |                                                                         |                                               |                                |
| Столиця                    | Брюссель                                                                | Намюр (місто)                                 | Брюссель                       |
| Код ISO                    | VLG                                                                     | WAL                                           | BRU                            |
| Площа                      | 13522 км² (44.29 % Бельгії)                                             | 16 844 км² (55.18 % Бельгії)                  | 161 км² (0.53 % Бельгії)       |
| Провінції                  | Антверпен Лімбург Фламандський Брабант Східна Фландрія Західна Фландрія | Ено Валлонський Брабант Намюр Льєж Люксембург | Брюссельський столичний регіон |
| Комуни                     | 308                                                                     | 262                                           | 19                             |
| Населення (станом на 2006) | 6 078 600 (58 % Бельгії)                                                | 3 413 978 (32 % Бельгії)                      | 1 018 804 (10 % Бельгії)       |
| Щільність населення        | 442 чол/км²                                                             | 199 чол/км²                                   | 6 238 чол/км²                  |
| Міністр — Президент        | Кріс Петерс                                                             | Рюді Демотт                                   | Шарль Піке                     |
| 'Вебсайт                   | www.flanders.be                                                         | www.wallonie.be                               | www.brussels.irisnet.be        |

## Провінції
| Карта                          | Прапор  | Герб    | Провінція                      | Абревіатура | Адм. центр | Населення, чол. (01.01.2010) | Площа, км² | Щільність, чол./км² |
| ------------------------------ | ------- | ------- | ------------------------------ | ----------- | ---------- | ---------------------------- | ---------- | ------------------- |
| Брюссельський столичний регіон |         |         |                                |             |            |                              |            |                     |
|                                |         |         | Брюссельський столичний регіон | BRU         | Брюссель   | 1 101 872                    | 161        | 6843,93             |
| Фламандський регіон            |         |         |                                |             |            |                              |            |                     |
|                                |         |         | Антверпен                      | VAN         | Антверпен  | 1 845 362                    | 2867       | 643,57              |
|                                |         |         | Лімбург                        | VLI         | Гасселт    | 838 505                      | 2422       | 346,20              |
|                                |         |         | Східна Фландрія                | VOV         | Гент       | 1 432 326                    | 2982       | 480,32              |
|                                |         |         | Фламандський Брабант           | VBR         | Левен      | 1 076 924                    | 2106       | 511,36              |
|                                |         |         | Західна Фландрія               | VWV         | Брюгге     | 1 159 366                    | 3144       | 368,76              |
| Валлонський регіон             |         |         |                                |             |            |                              |            |                     |
|                                |         |         | Валлонський Брабант            | WBR         | Вавр       | 379 515                      | 1091       | 347,86              |
|                                |         |         | Ено                            | WHT         | Монс       | 1 309 880                    | 3786       | 345,98              |
|                                |         |         | Льєж                           | WLG         | Льєж       | 1 067 685                    | 3862       | 276,46              |
|                                |         |         | Люксембург                     | WLX         | Арлон      | 269 023                      | 4440       | 60,59               |
|                                |         |         | Намюр                          | WNA         | Намюр      | 472 281                      | 3666       | 128,83              |
| Всього:                        | Всього: | Всього: | Всього:                        | Всього:     | Всього:    | 1 0952 739                   | 30 527     | 358,79              |